# Тапакуло бамбуковий
Тапакуло бамбуковий (Psilorhamphus guttatus) — вид горобцеподібних птахів родини галітових (Rhinocryptidae).

## Поширення
Поширений на південному сході Бразилії від південного сходу штату Мінас-Жерайс і західної частини Еспіріту-Санту на південь до північної частини Ріо-Гранде-ду-Сул і у прилеглій північно-східній частині Аргентини (Місьйонес). Мешкає у підліску вологих лісів і вторинних лісів до 900 м над рівнем моря.

## Опис
Дрібний птах, завдовжки до 13,5 см і вагою від 10,5 до 13 г. Райдужка жовтувата, а дзьоб досить довгий і тонкий, знизу блідий. Самець зверху сірий з дрібними білими крапками, крила і хвіст рудо-коричневі, криючі крил з білими крапками, а досить довгий хвіст темний, з жовтувато-коричневими плямами з боків і білими кінчиками. Знизу блідо-сіруватий з мінімальними чорними плямами, боки руді. Самиця коричнева зверху, знизу жовтувато-коричнева і з такими ж плямами, як і самець.

## Спосіб життя
Трапляється поодиноко або парами між гілками дерев на висоті 2-5 м над землею. Раціон складається з комах і їхніх личинок.